# آلبرت میشانت
آلبرت میشانت (انگلیسی: Albert Michant) بازیکن واترپلو اهل بلژیک است.
از افتخارات وی میتوان به کسب مدال نقره در بازی‌های المپیک تابستانی ۱۹۰۰ و بازی‌های المپیک تابستانی ۱۹۰۸ اشاره کرد.